# Kabupaten de Sumba oriental
Le kabupaten de Sumba oriental, en indonésien Kabupaten Sumba Timur, est un kabupaten de la province des petites îles de la Sonde orientales en Indonésie.

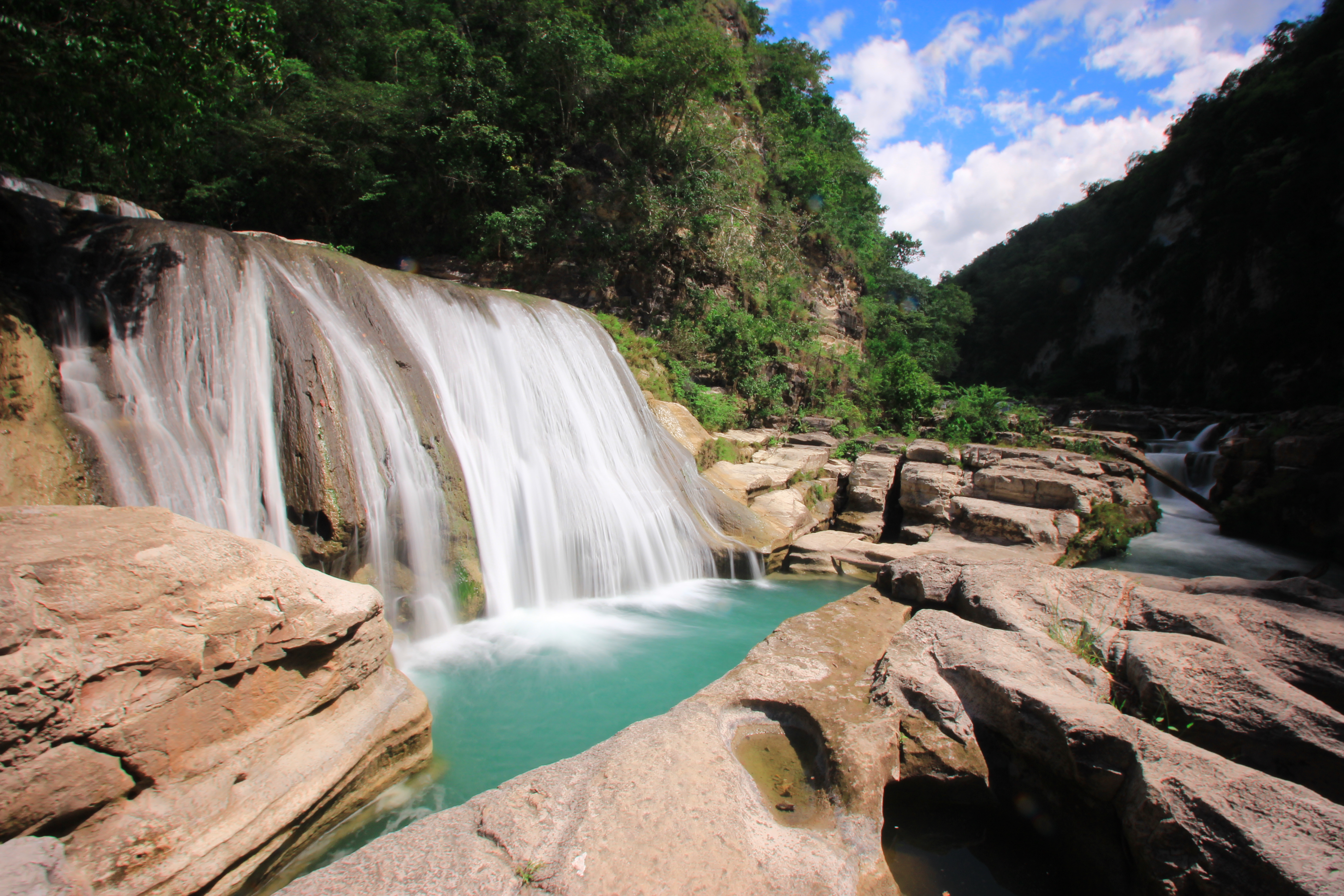
Cascade à l'est de Sumba

## Géographie
Il est composé d'une partie de l'île de Sumba.

## Divisions administratives
Il est divisé en 22 kecamatans :
- Lewa
- Nggaha Ori Angu
- Lewa Tidahu
- Katala Hamu Lingu
- Tabundung
- Pinu Pahar
- Paberiwai
- Karera
- Matawai La Pawu
- Kahaungu Eti
- Mahu
- Ngadu Ngala
- Pahunga Lodu
- Wula Waijelu
- Rindi
- Umalulu
- Pandawai
- Kambata Mapambuhang
- Kota Waingapu
- Kambera
- Haharu
- Kanatang